# Брагалья, Антон Джулио
Антон Джулио Брагалья (итал. Anton Giulio Bragaglia; 11 февраля 1890, Фрозиноне — 15 июля 1960, Рим) — итальянский художник, фотограф и кинорежиссёр

-футурист, театральный деятель.

## Биография и первые фотографии
А. Дж. Брагалья родился в семье Франческо Брагалья, одного из основателей итальянского кинематографа. В возрасте 16 лет он ассистировал в режиссёрской работе отца. Несмотря на то, что некоторые художники — члены миланской футуристической группы не признавали в фотографии самостоятельного искусства (например, Умберто Боччони), Антон Джулио Брагалья как фотограф налаживает сотрудничество с группой. Опираясь на поддержку Филиппо Томазо Маринетти, в начале 1911 года совместно со своим братом Артуроон основывает новое, футуристическое направление в художественной фотографии — фотодинамизм. В середине 1911 года, под впечатлением от футуристического выступления Боччиони 29 мая в Риме, Брагалья создаёт первые фотодинамические картины-снимки.

## Фотографические принципы
Исходным пунктом в фотодинамических изображениях была произвольная жестикуляция или движение людей, под освещением многочисленных ламп, в ярком свете, как бы вырывающем каждое действие из окружающего мрака. В результате длительного времени осветления негатива достигался эффект «светящегося следа» от каждого движения. Первые свои мысли на тему фотодинамизма художник излагает ещё в 1910 году, в 1911 году он публикует сборник эссе «Fotodinamismo». В 1912 году он организует в Риме большую выставку своих работ. В 1913 году братья Брагалья усовершенствуют свою технику фотосъёмок, добившись так называемого «сэндвич-эффекта», при котором монтируются друг за другом несколько негативов.

## Работа в кино
В 1916 году А. Дж. Брагалья создал свою киностудию, на которой поставил при помощи художника-футуриста Энрико Прамполини 3 фильма. Из этих фильмов до наших дней сохранился только один, он же — единственный дошедший до нашего времени футуристический фильм. В 1918 году основал в Риме «Дом Искусств Брагальи», а в 1922 году — театр, далее длительное время работал театральным руководителем. В 1931 году Брагалья снял ещё один кинофильм, а с 1945 года работал при ЮНЕСКО представителем от Италии в сфере театра. Выступал в то время также как эссеист и театральный критик.